# 王豫 (景泰進士)
王豫（1418年—1480年），字用誠，河南開封府祥符縣人，民籍，明朝政治人物。同進士出身。

## 生平
景泰元年（1450年）庚午科河南鄉試第七十七名。景泰五年（1454年）甲戌科會試第一百六十三名，殿試登進士第三甲第四十一名。拜礼科给事中，天顺元年（1457年）充副使，册封楚藩。四年庚辰科殿试，充掌卷官。五年安南国王黎濬請封，奉命与通政司参议尹旻同往安南册封，到达广西时听闻安南内乱，上奏后回京。黎灏继任国王，继续奉命册封。八年（1464年）擢湖广布政司右参议，奉敕提督太岳、太和山宫观兼节制均襄军民事。成化十年（1474年）乞休归。归逾七年卒，年六十三。

## 著作
著有《孔堂初集》。

## 家族
曾祖王積善。祖父王成。父王和。子王纬，成化丁未进士，历官工部主事，改兵部主事、员外郎、郎中，终山西布政使司右参议，卒于官。